# Мамедов, Чингиз Бадруевич
Чингиз Бадрудиевич Мамедов (кирг. Чыңгыз Бадрудиевич Мамедов; 19 июля 1989, Бишкек, Киргизская ССР) — киргизский дзюдоист, участник Олимпийских игр 2012.
На Церемонии открытия летних Олимпийских игр 2012 был знаменосцем команды Кыргызстана.

## Карьера
На Олимпиаде в Лондоне участвовал в категории до 90 кг. На первом же этапе уступил японскому дзюдоисту Масаси Нисияма.